# Raphaël du Mans
Jacques Dutertre, dit Raphaël du Mans (né en 1613 au Mans et mort en 1696 à Ispahan en Perse) est un moine capucin et voyageur français.

## Biographie
Raphaël du Mans réside de 1647 à sa mort en Perse, où il dirige un couvent. Officiant pendant cette longue période comme traducteur pour la plupart des ambassades européennes auprès des rois safavides, sa correspondance importante constitue une source précieuse permettant de mieux connaître les relations entre Occident et Perse au XVIIe siècle.